# Roxanne (pel·lícula)
Roxanne és una pel·lícula estatunidenca dirigida per Fred Schepisi, estrenada el 1987. Es tracta d'una adaptació moderna de Cyrano de Bergerac, de Edmond Rostand.
Ha estat doblada al català

## Argument
C.D., un bomber intel·ligent i sensible, amb un gran nas enamora de Roxanne, astrònoma, però no s'atreveix a abordar-la. El seu nou soci, seductor però superficial, cau igualment sota l'encant de la jove i demana a C.D. ajuda per seduir-la.

## Repartiment
- Steve Martin: C.D. "Charlie" Bales
- Daryl Hannah: Roxanne Kowalski
- Rick Rossovich: Chris McConnell
- Shelley Duvall: Dixie
- John Kapelos: Chuck
- Fred Willard: Maigr Deebs
- Max Alexander: Dean
- Michael J. Pollard: Andy
- Steve Mittleman: Ralston
- Damon Wayans: Jerry

## Premis i nominacions
- 1987: Globus d'Or: Nominada a Globus d'Or al millor actor musical o còmic (Steve Martin)
- 1987: Crítics de Los Angeles: Millor actor (Steve Martin)

## Crítica
- "Steve Martin (a més de guionista) és un Cyrano de Bergerac modern. Aquesta és l'excusa per a l'exhibició sense prejudicis del desànim."[3]